# Richard Engelmann (Bildhauer)

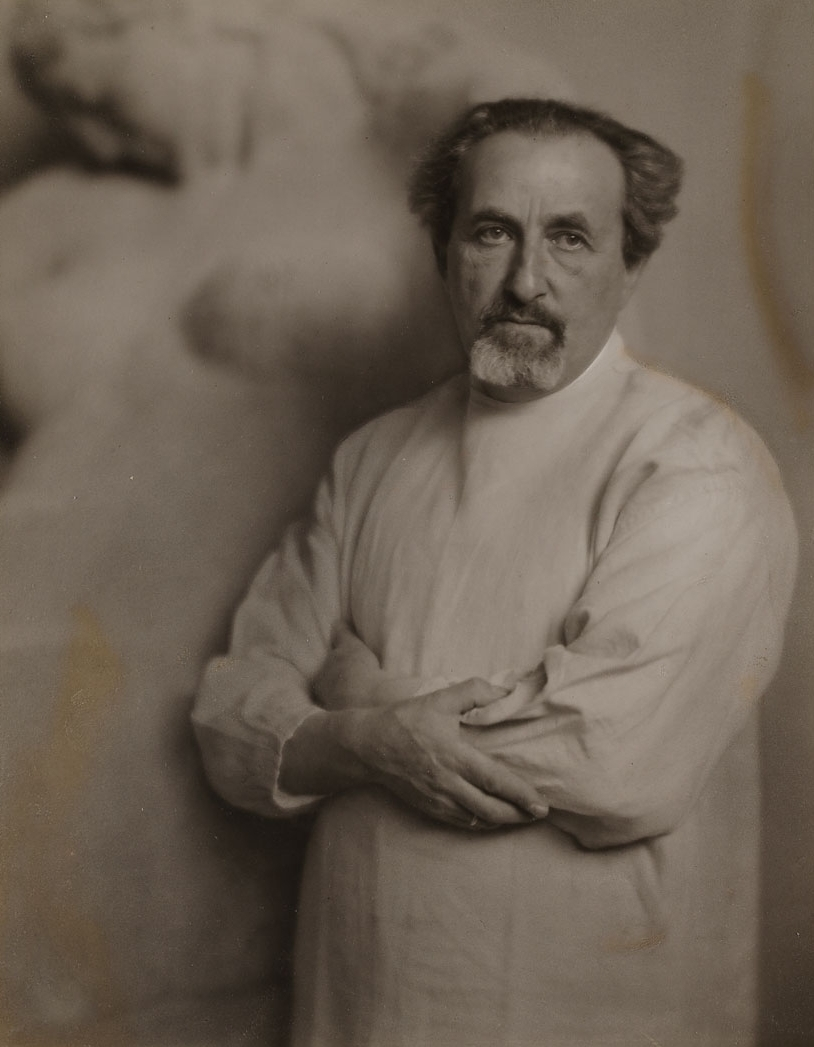
Richard Engelmann (Porträtfoto vor 1914 von Nicola Perscheid)

Richard Engelmann (* 5. Dezember 1868 in Bayreuth; † 11. September 1966 in Kirchzarten) war ein deutscher Bildhauer und Hochschullehrer.

## Leben
Nach dem Studium an der Kunstakademie München (1892–1893) und nachfolgenden Studienaufenthalten in Florenz (1893–1895) und Paris (1896–1899) war Engelmann ab 1899 selbständig in Berlin tätig. Von dort wurde er 1913 mit Unterstützung des Worpsweder Künstlers Fritz Mackensen als Professor und Leiter der Bildhauerabteilung an die Großherzoglich Sächsische Hochschule für Bildende Kunst in Weimar berufen. Zu seinen Schülerinnen gehörte u. a. die spätere Bauhaus-Designerin Marianne Brandt. Sein nach Entwurf des Architekten Henry van de Velde 1913 in Wartenberg (Oberbayern) errichtetes Sommerhaus steht unter Denkmalschutz.

Im Jahr 1930 wurde er von dem völkischen Architekten und Akademiedirektor Paul Schultze-Naumburg aus seinem Lehramt entfernt. 1935 wurde dem Deutsch-Juden Engelmann die Mitgliedschaft in der Reichskammer der bildenden Künste verweigert  und damit faktisch ein Berufsverbot erteilt, 

„… da Sie Nichtarier sind und als solcher die für die Schaffung von deutschen Kulturgütern erforderliche Zuverlässigkeit und Eignung nicht besitzen.“

Er verbrachte die Zeit des Nationalsozialismus ab 1936 in der Zurückgezogenheit des badischen Kirchzarten bei Freiburg. 1937 wurden in der Aktion „Entartete Kunst“ aus den Kunstsammlungen der Stadt Düsseldorf seine Radierungen Zwei Frauen und Stehende Frau/Gewandstudie beschlagnahmt und vernichtet.
Wegen seiner Mischehe wurde Engelmann im Rahmen der Wagner-Bürckel-Aktion nicht in das französische Camp de Gurs deportiert.
Zu seinen damaligen Unterstützern gehörten Walter Eucken, Heinrich Brenzinger und Wolfgang Hoffmann, ein Gegner der Nationalsozialisten und späterer Oberbürgermeister von Freiburg. In diesem Amt war Hoffmann auch dafür mitverantwortlich, dass Engelmann nach dem Zweiten Weltkrieg im Rahmen seiner Rehabilitierung verschiedene Aufträge der Stadt Freiburg erhielt. Um die Gestaltung des Marienbrunnens entstand eine Diskussion, in deren Verlauf Engelmann erneut die Eignung zur Schaffung eines Werks abgesprochen wurde:

„…als außerhalb der katholischen Kirche stehend nicht für die Ausführung einer solchen Figur geeignet.“

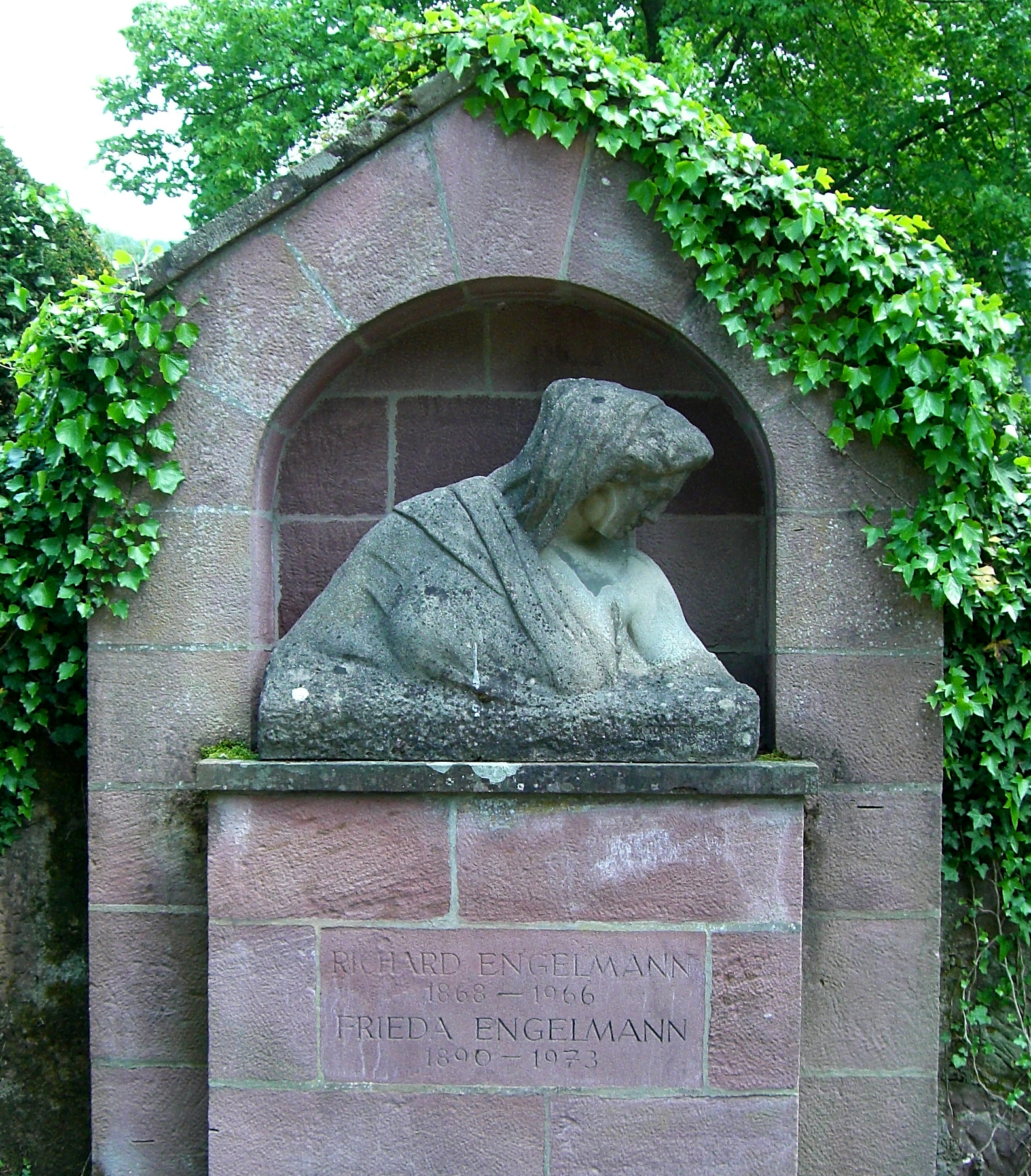
Grabmal Engelmanns in Freiburg-Günterstal (1953)

Richard Engelmann starb am 11. September 1966 im Alter von 97 Jahren und wurde auf dem Friedhof Freiburg Günterstal bestattet, neben ihm wurde sieben Jahre später auch seine Ehefrau Frieda Engelmann (1890–1973) beigesetzt. Sein Nachlass, den die Freiburger Museen abgelehnt hatten, wird seit 1997 von der Bauhaus-Universität Weimar verwaltet. Ein Teil davon ist seit 1995 im Besitz des Landesarchivs Baden-Württemberg.
Am 3. Februar 2019 wurde eine Folge der Sendung Lieb & Teuer des NDR ausgestrahlt, die von Janin Ullmann moderiert und im Schloss Reinbek gedreht wurde. Darin wurden von dem Kunsthistoriker Stephan Schwarzl drei Skulpturen von Engelmann besprochen.

## Werk
Zum Frühwerk Engelmanns zählt das nicht genauer datierbare Relief der Kreuztragung Christi am Grabmal der Familie Wieman-Grothaus auf dem Johannisfriedhof in Osnabrück, das er 1919 mit einem Putto ergänzte. In diesem Familiengrab wurden unter anderem der Schriftsteller Bernard Wieman und der Schauspieler Mathias Wieman beigesetzt.
Um 1914 schuf er im Auftrag eines Vereins in Weimar ein Brunnendenkmal für den Dichter Ernst von Wildenbruch im Poseckschen Garten. Wegen der Aufschrift „Ich kämpfe nicht um anzugreifen, sondern um zu verteidigen“ wurde es 1976 entfernt. Mittlerweile steht der Brunnen wieder in der Nähe der Fürstengruft.
Zu den erhaltenen Werken Engelmanns gehört das Kriegerdenkmal in Vacha von 1929. Die eindrucksvolle Bronzeskulptur eines sterbenden Jünglings war ein für die damalige Zeit seltenes Motiv. Das ein Jahr später eingeweihte Kriegerdenkmal in Apolda, dessen Figurengruppe in Bronze einer Pietà ähnelte, wurde 1941 auf Beschluss der nationalsozialistischen Stadträte demontiert und für Rüstungszwecke eingeschmolzen.
Die meisten seiner Werke finden sich in Freiburg im Breisgau. Einige davon wurden bereits vor dem Ersten Weltkrieg gefertigt, darunter Kauerndes Mädchen (um 1913/1914), dessen Kopie sich im Innenhof der Alten Universität befindet, während das Original im Garten der von Henry van de Velde erbauten Villa Schulenburg in Gera steht. Auch Flora bzw. Mädchen mit Schwamm wurde bereits 1906 geschaffen, wurde aber erst 1946 auf dem Freiburger Heinrich-Rosenberg-Platz aufgestellt.
Ein Jahr später entdeckte Wolfgang Hoffmann im Atelier Engelmanns eine kleine Madonnenstatue, die ihn sehr beeindruckte. Er setzte sich im Gemeinderat dafür ein, eine große Kopie davon auf dem Platz vor der Stühlinger Herz-Jesu-Kirche aufzustellen. Trotz heftiger Diskussionen konnte der Brunnen am 17. Oktober 1954 im Beisein des Künstlers eingeweiht werden.
Neben zweier Büsten (An die Kunst und Max Reger) im Foyer des Freiburger Theaters, das Hoffmann sehr schnell nach dem Krieg wiederherstellen ließ, finden sich Werke Engelmanns auf einigen Freiburger Friedhöfen: Die Trauernde erinnert seit 1951 auf dem Hauptfriedhof an die Opfer der Luftangriffe auf Freiburg. Auf dem Friedhof im Stadtteil Sankt Georgen steht ein Ehrenmal für Alexander Gumprecht, auf dem Kappeler Friedhof ein Grabmal für Engelmanns Enkel Matthias Pieske, das eine kleine Ausführung der Trauernden enthält. 1953 schuf Engelmann die Büste, die sein und seiner Frau einfassungsloses Grab auf dem Friedhof Günterstal ziert.
Weitere Freiburger Werke sind die Wartende aus dem Jahr 1926, die 1950 im Stadtgarten aufgestellt wurde, sowie Die alte Gelehrte beim Regierungspräsidium.
Zu seinen Werken in anderen Städten gehören in Berlin-Tempelhof die Plastik Mädchen bei den Berliner Kunststeinwerken und in Görlitz die Brunnenplastik Liegende mit Harfe des Kunstbrunnens im Stadthallengarten sowie die Skulptur Verzweiflung im Stadtpark.
Von 1913 bis 1930 erstellte Engelmann eine Reihe von Porträtbüsten u. a. von Admiral Reinhard Scheer, Felix Graf Luckner; er porträtierte den Maler Arnold Böcklin, Ernst Haeckel sowie seinen Freund Walter Eucken.

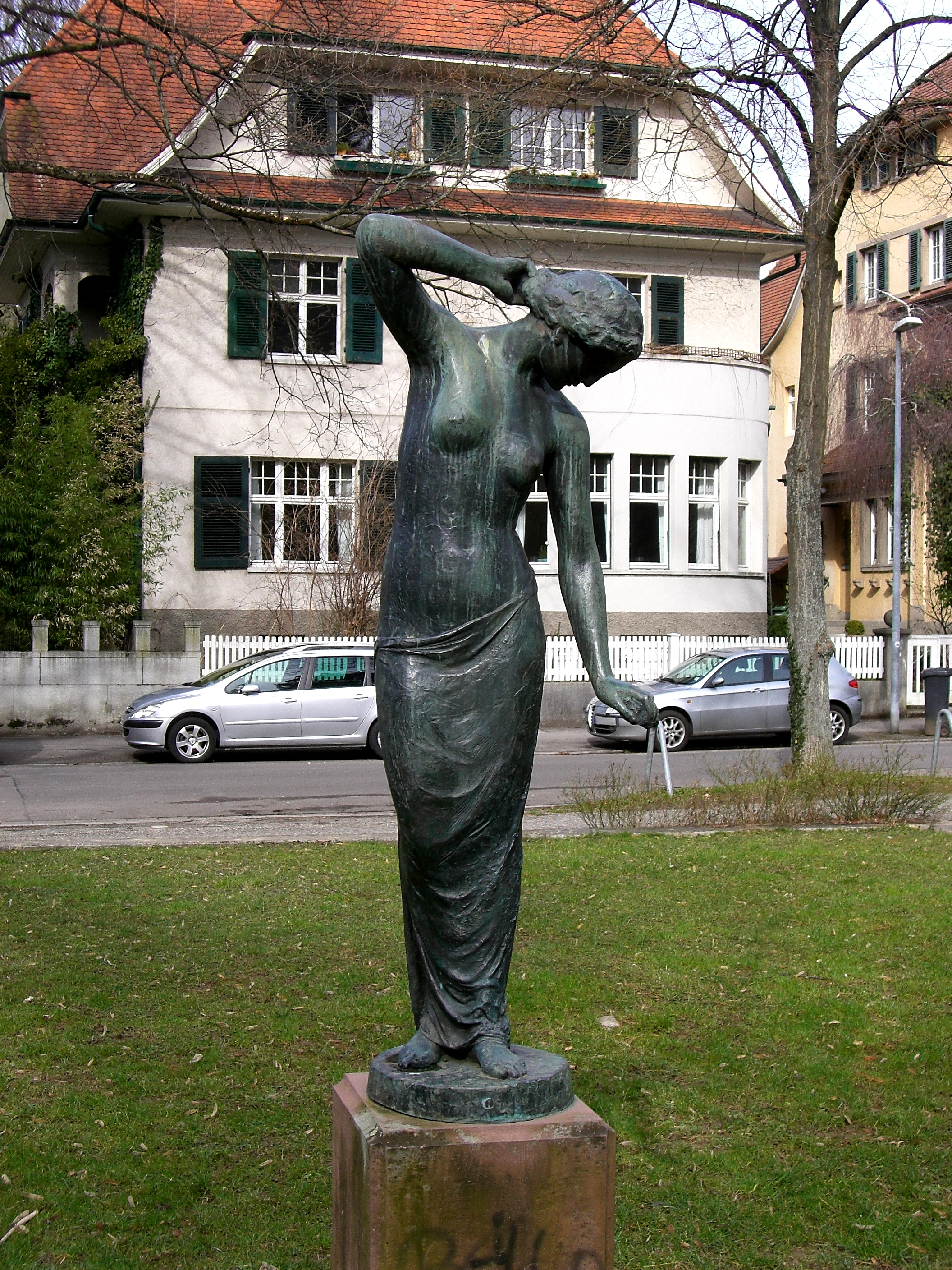
Flora auf dem Heinrich-Rosenberg-Platz in Freiburg (1906)
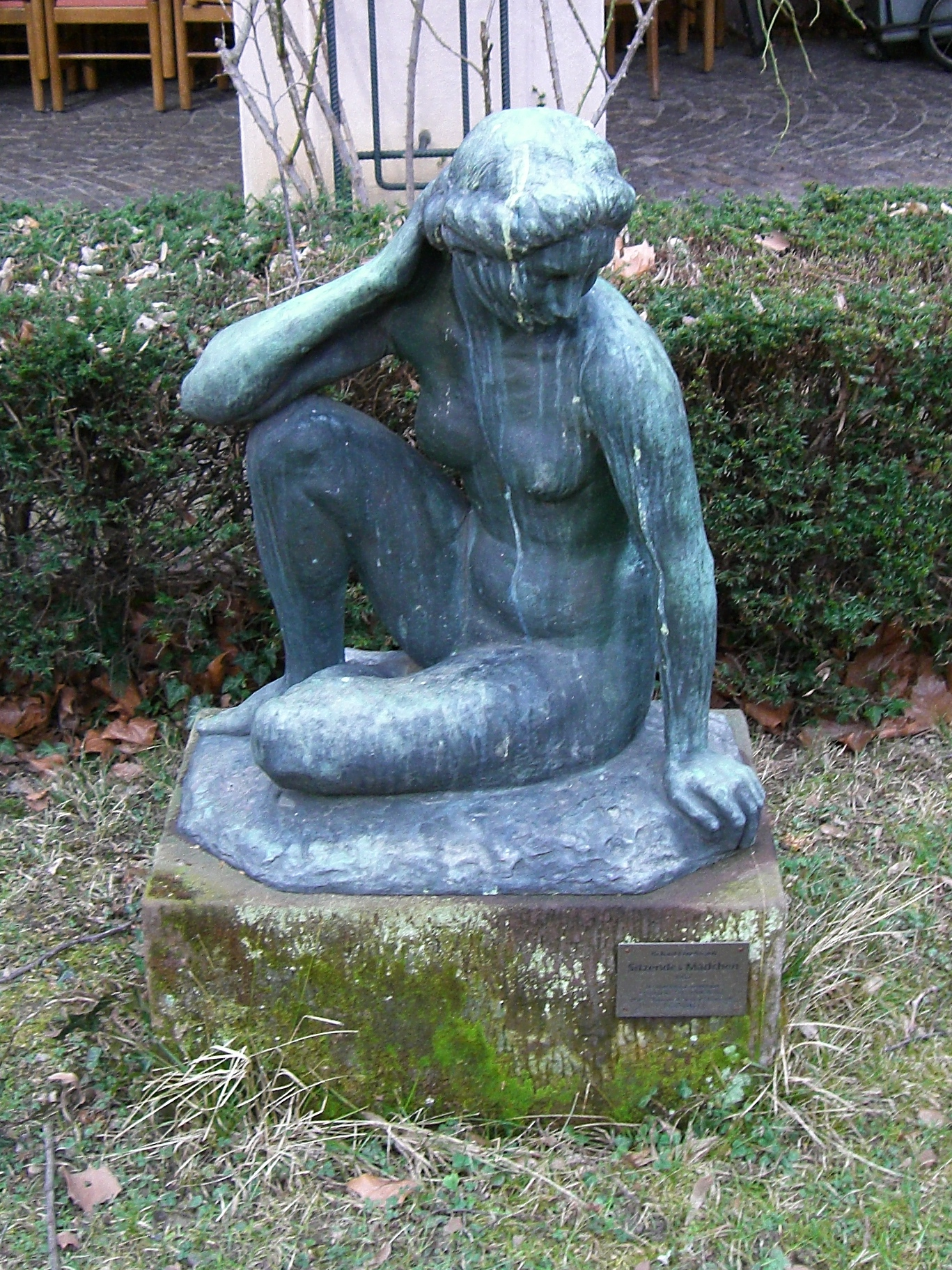
Kauerndes Mädchen im Innenhof der Alten Universität in Freiburg (1913/1914)
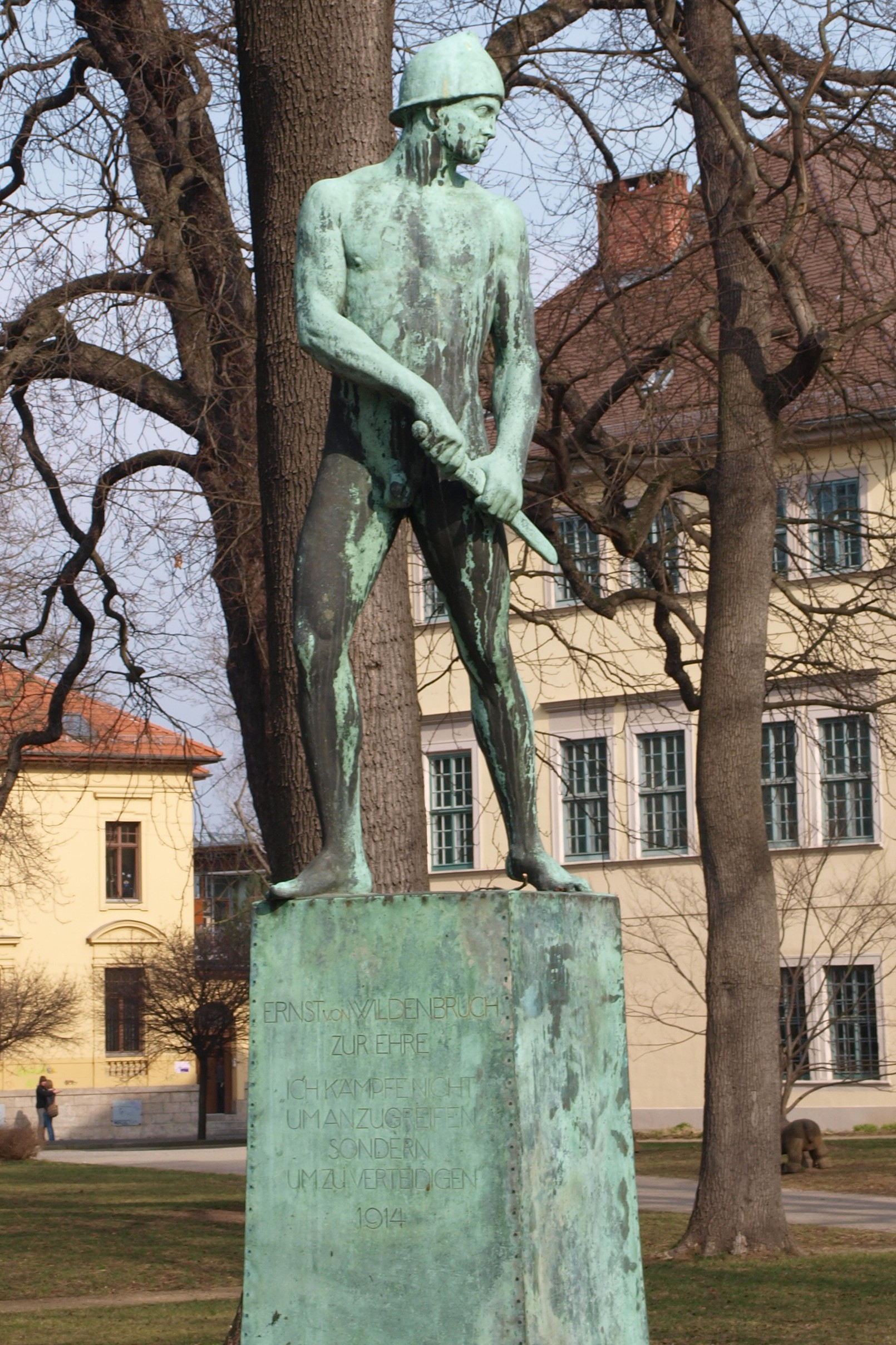
Denkmal für Ernst von Wildenbruch in Weimar (1914)
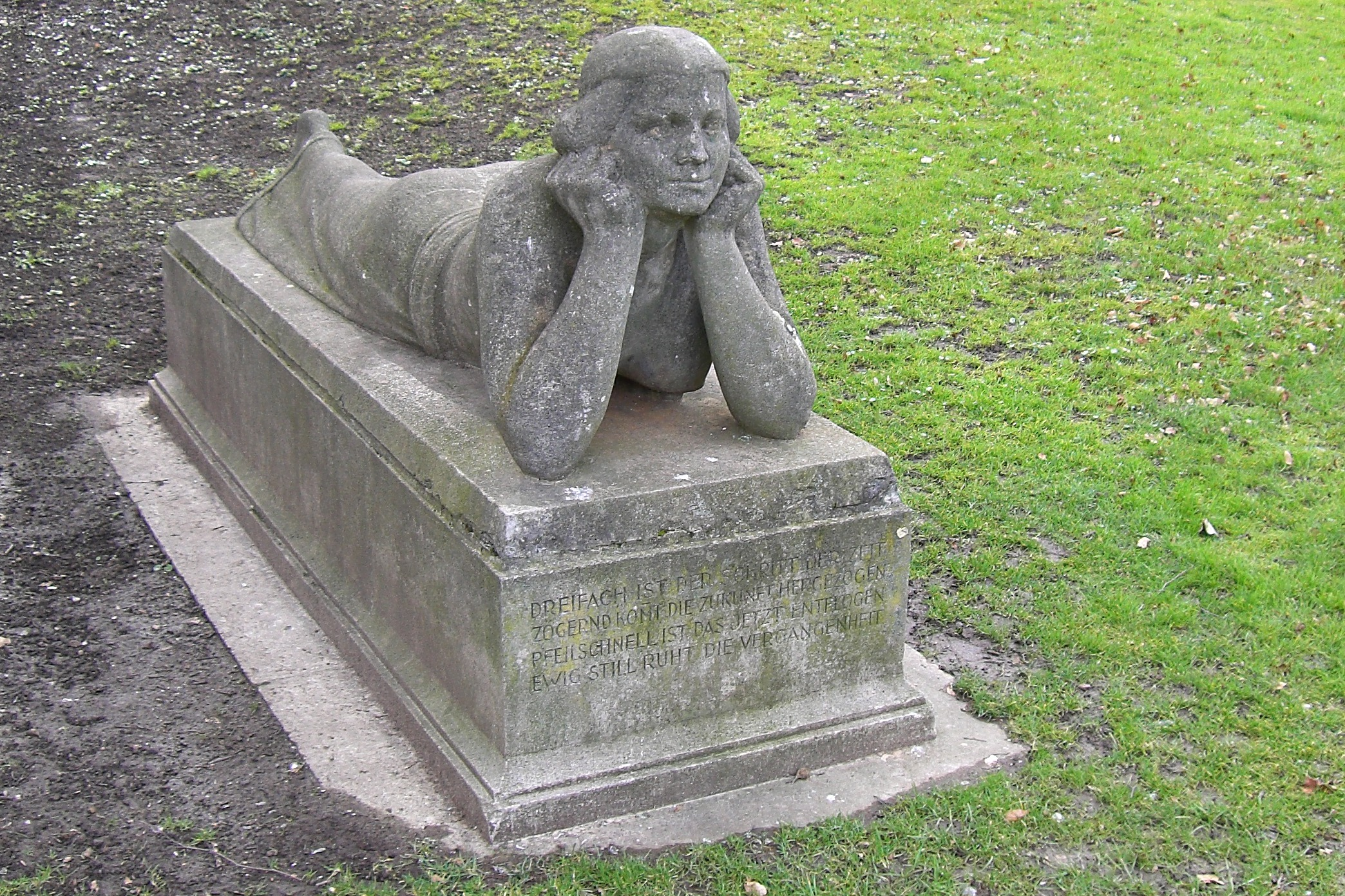
Wartende im Stadtgarten Freiburg (1926)
Kriegerdenkmal in Vacha (1929)
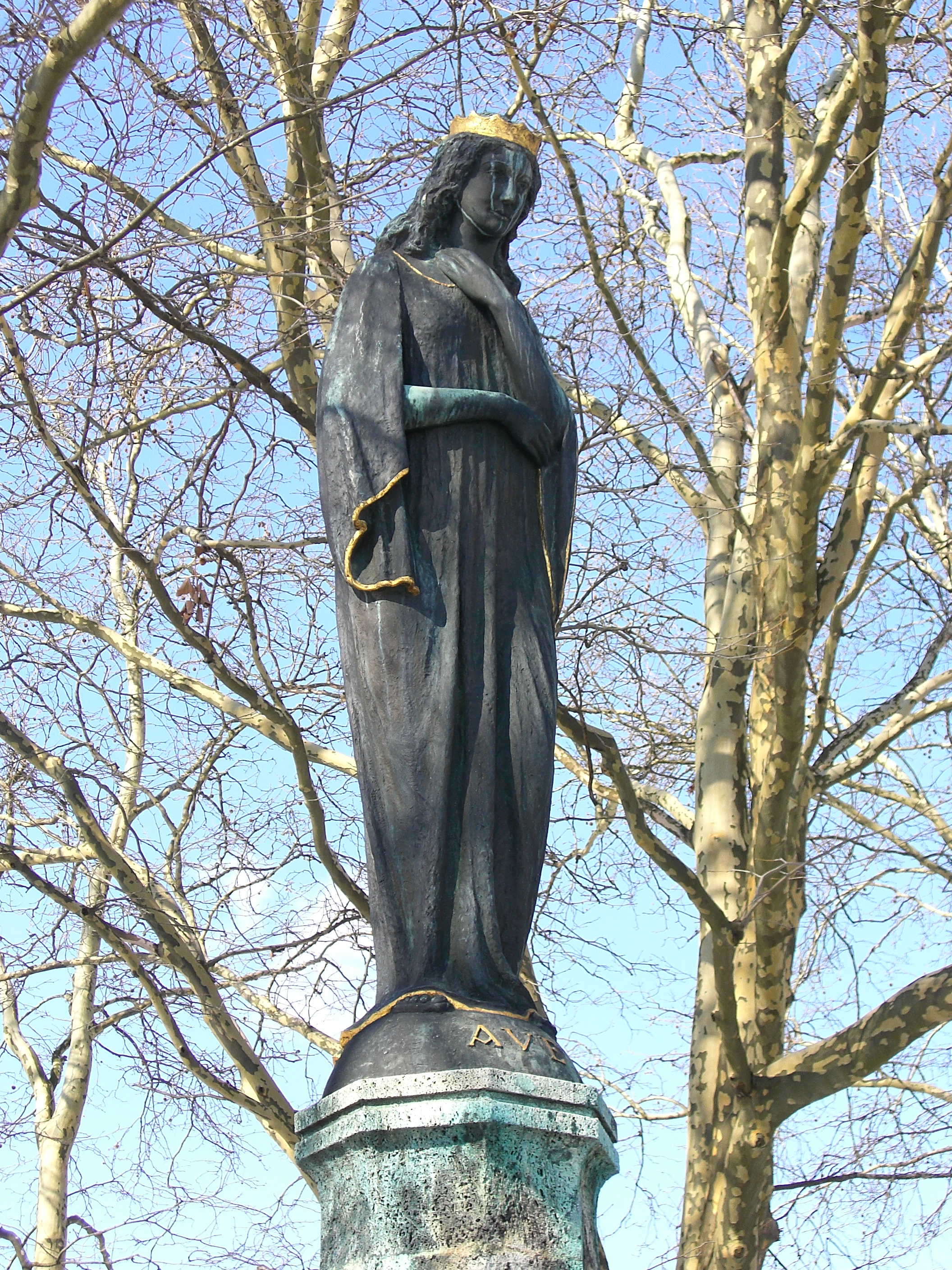
Brunnenfigur Maria auf dem Stühlinger Kirchplatz (1936)
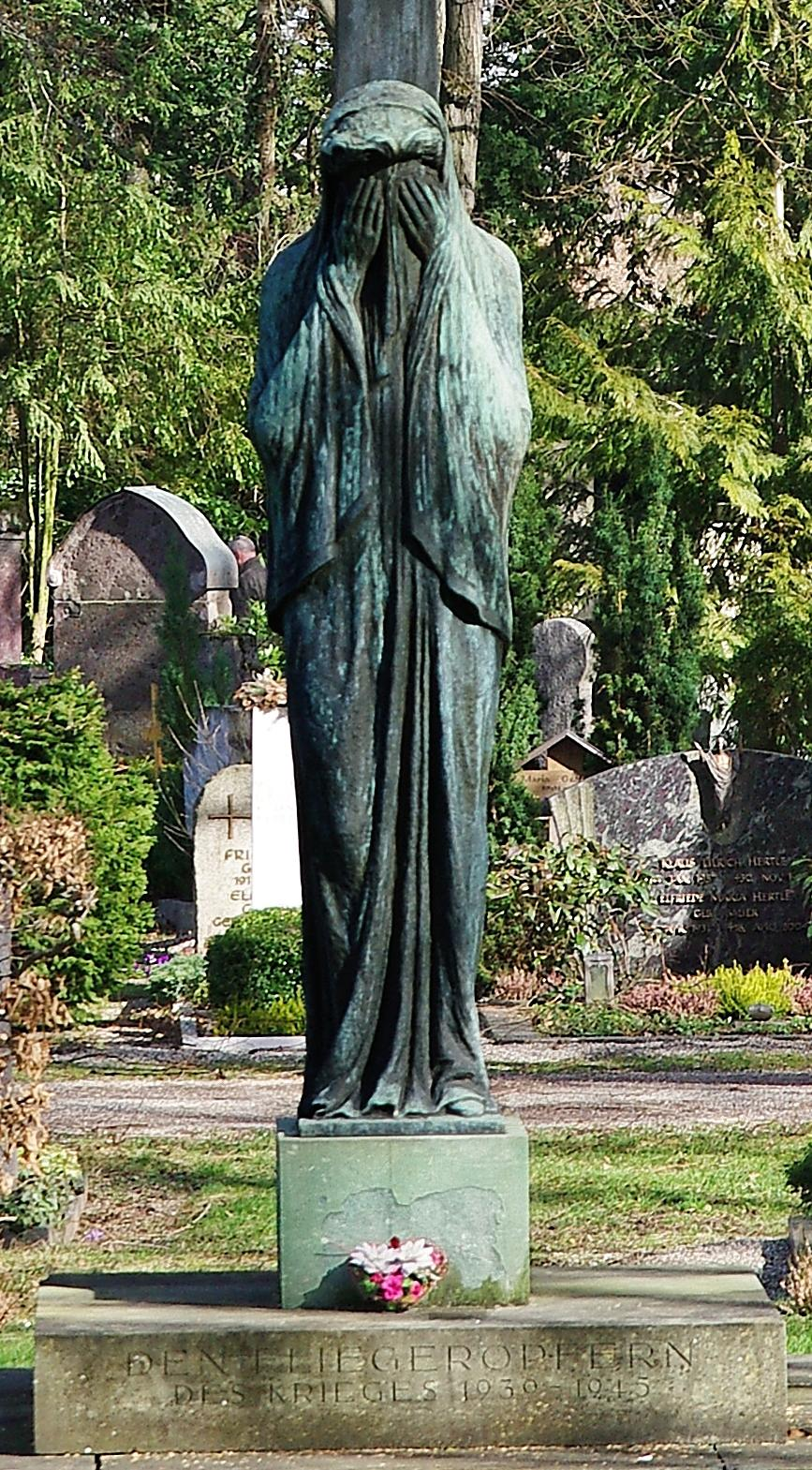
Die Trauernde auf dem Hauptfriedhof Freiburg (1951)
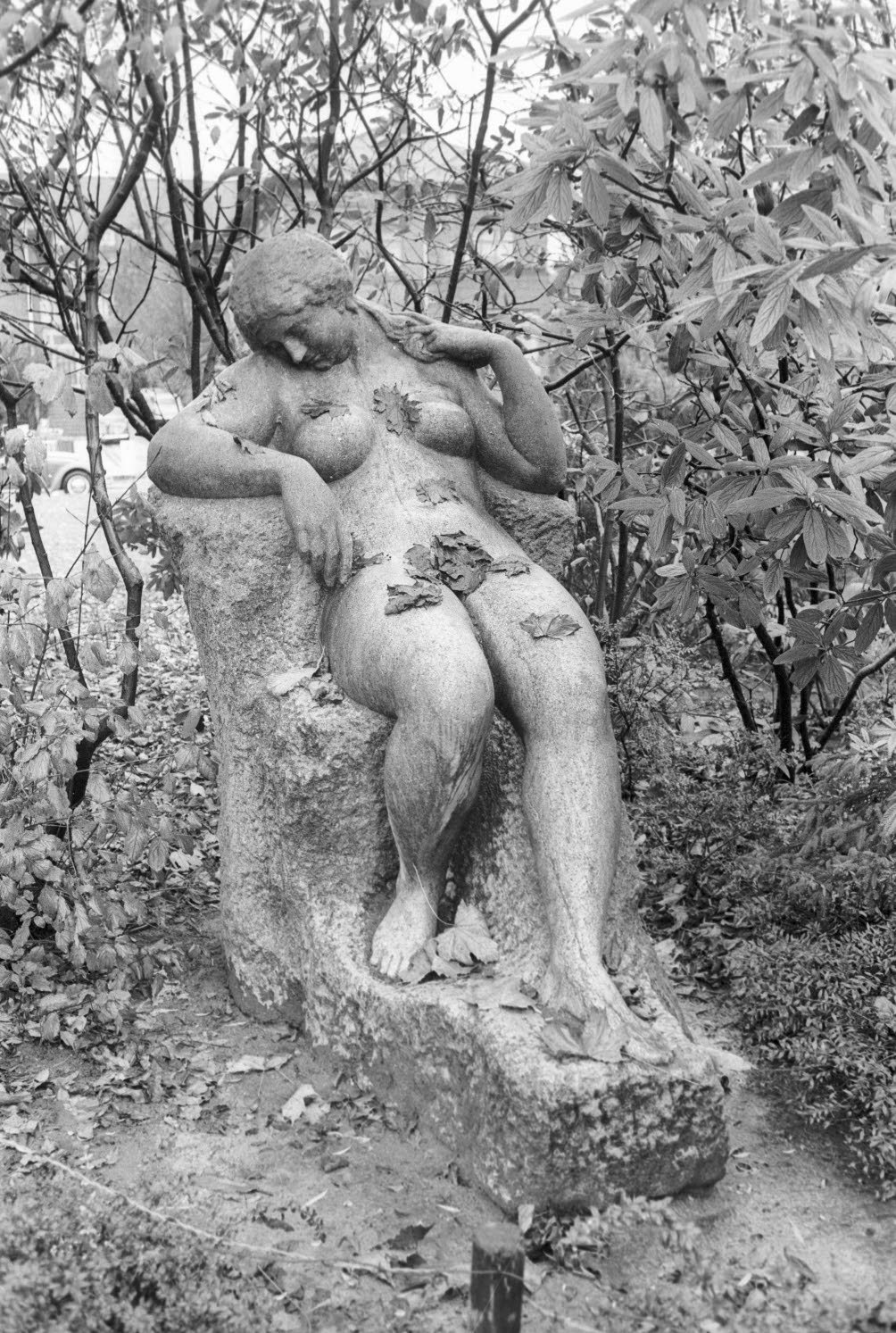
Die Schlummernde im Schrevenpark in Kiel
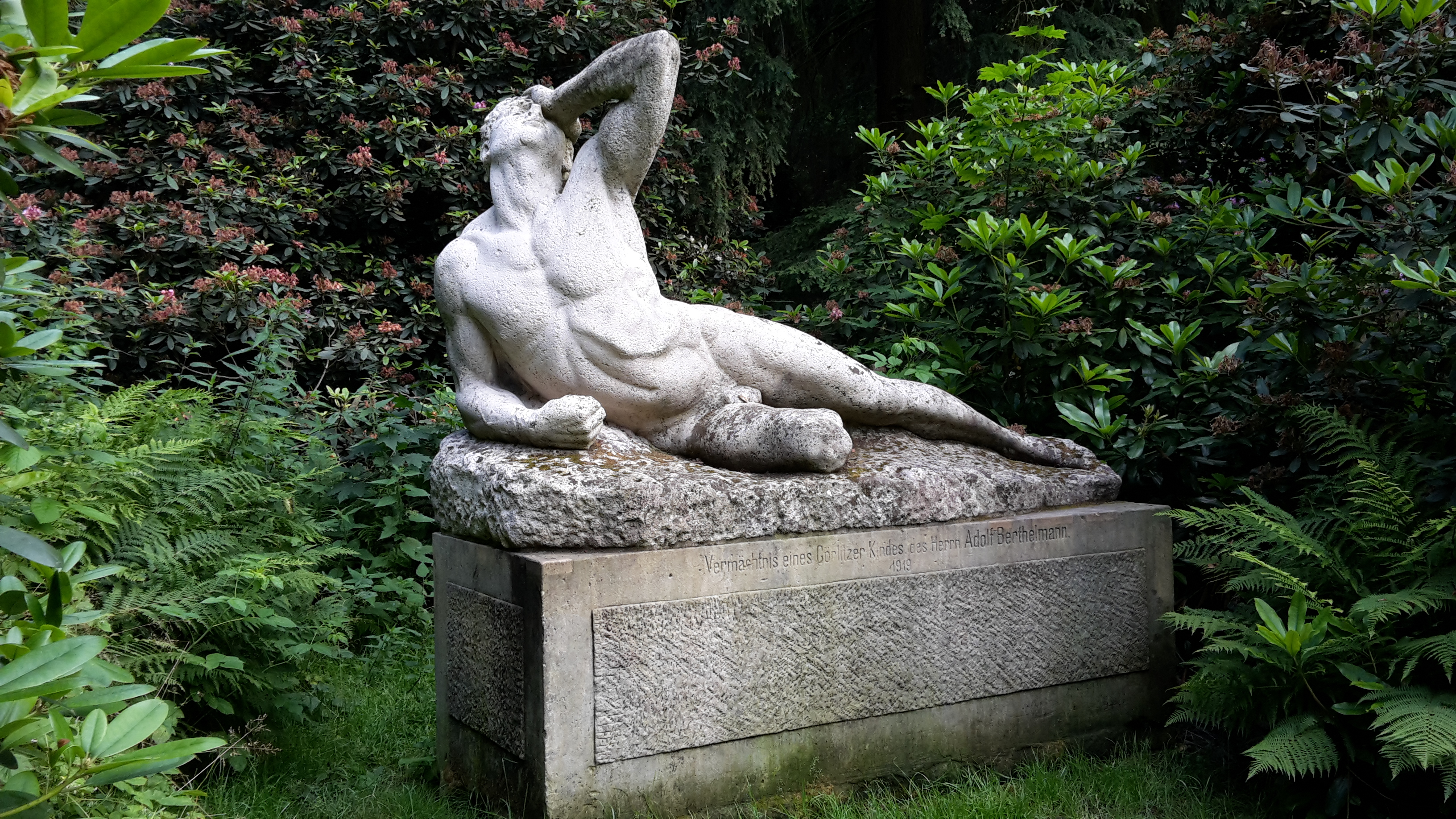
Skulptur Verzweiflung im Stadtpark in Görlitz

## Ehrungen
- 1955: Verdienstkreuz (Steckkreuz) der Bundesrepublik Deutschland